# Mahaprajapati Gautami
 (novembre 2017).
Si vous disposez d'ouvrages ou d'articles de référence ou si vous connaissez des sites web de qualité traitant du thème abordé ici, merci de compléter l'article en donnant les références utiles à sa vérifiabilité et en les liant à la section « Notes et références ».
Mahaprajapati Gautami (pali : Mahāprajāpatī Gotami) ou Maha Prajapati Gautami Theri était la tante maternelle et la mère adoptive du Bouddha. Selon la tradition bouddhiste, elle fut la première femme à demander à entrer dans le sangha monastique et devint doyenne (theri) des nonnes, puis arahant. Elle est souvent mentionnée dans les documents concernant l’histoire du Bouddha. Comme tout ce qui a trait à Siddharta Gautama, sur qui rien ne fut écrit pendant les deux siècles suivant sa mort, les informations concernant Mahaprajapati Gautami sont parfois contradictoires et sujettes à caution, particulièrement celles tirées des Jatakas, clairement légendaires.

## Jeunesse
Sœur sans doute cadette de Mahamaya, elle naquit à Devadaha. Son père était Anjana du clan Koliya, tour à tour allié et ennemi des Sakyas, et comme eux membre de la caste des Kshatriyas. Selon l’Apadana, sa mère se nommait Sulakshana, mais le Mahavatsu l’appelle Yashodhara. Elle avait deux frères, Dandapani et Suppabuddha. 
À la naissance des sœurs, les sages prédirent à chacune d'elles un destin de cakkavattin (« monarque qui tourne la roue » : personne ayant une grande influence sur le cours des choses). Le nom de Prajapati (maîtresse) fut choisi pour la cadette car les devins lui prédisaient de nombreux disciples. Gautami semble être son nom de famille (gotta) et non celui de son mari. Les sœurs épousèrent, soit ensemble, soit l’une après l’autre, Shuddhodana, chef des Sakya. Lorsque Mahâmâyâ mourut, Prajapati se chargea d’élever le jeune Siddharta, confiant son propre fils Nanda à une nourrice. Certains pensent que Siddharta pourrait lui devoir son nom de Gautama, car l'habitude de désigner les hommes par le nom de famille de leur mère est attestée à l'époque. Prajapati Gautami avait aussi une fille, Sundari Nanda.

## Naissance du sangha féminin
Quand Suddhodana mourut, Mahaprajapati était déjà sotapanna (premier stade de la sainteté pour les laïques), ayant décidé de pratiquer les perfections depuis qu’elle avait entendu le Bouddha prêcher le Mahādhammapāla Jātaka lors de son premier retour à Kapilavastu après son éveil. Elle attendait une occasion de lui demander de la recevoir comme moniale mendiante. Celle-ci se présenta quand Gautama revint pour régler une dispute entre les Sakya et les Koliya concernant les droits sur la rivière Rohini. Il prêcha à cette occasion le Kalahavivāda Sutta et cinq cents jeunes gens demandèrent à entrer dans le sangha. Leurs femmes et Prajapati Gautami sollicitèrent aussi leur entrée dans les ordres, mais le Bouddha refusa et repartit pour Vaisali. Obstinées, Gautami et ses compagnes se rasèrent la tête, s'habillèrent de jaune et se mirent en route à sa suite. Gautama réitéra plusieurs fois son refus, mais elles le suivirent jusqu’à destination. Finalement, Ananda le persuada d’accepter, ce qu’il fit à contrecœur en leur imposant huit règles supplémentaires les assujettissant à leurs homologues masculins. Il prédit de plus que le rayonnement de sa doctrine serait écourté du fait de l'existence des moniales. Les Jatakas prétendent que Yashodhara, femme du Bouddha, était parmi les cinq cents compagnes de Gautami.

## Doyenne du sangha féminin

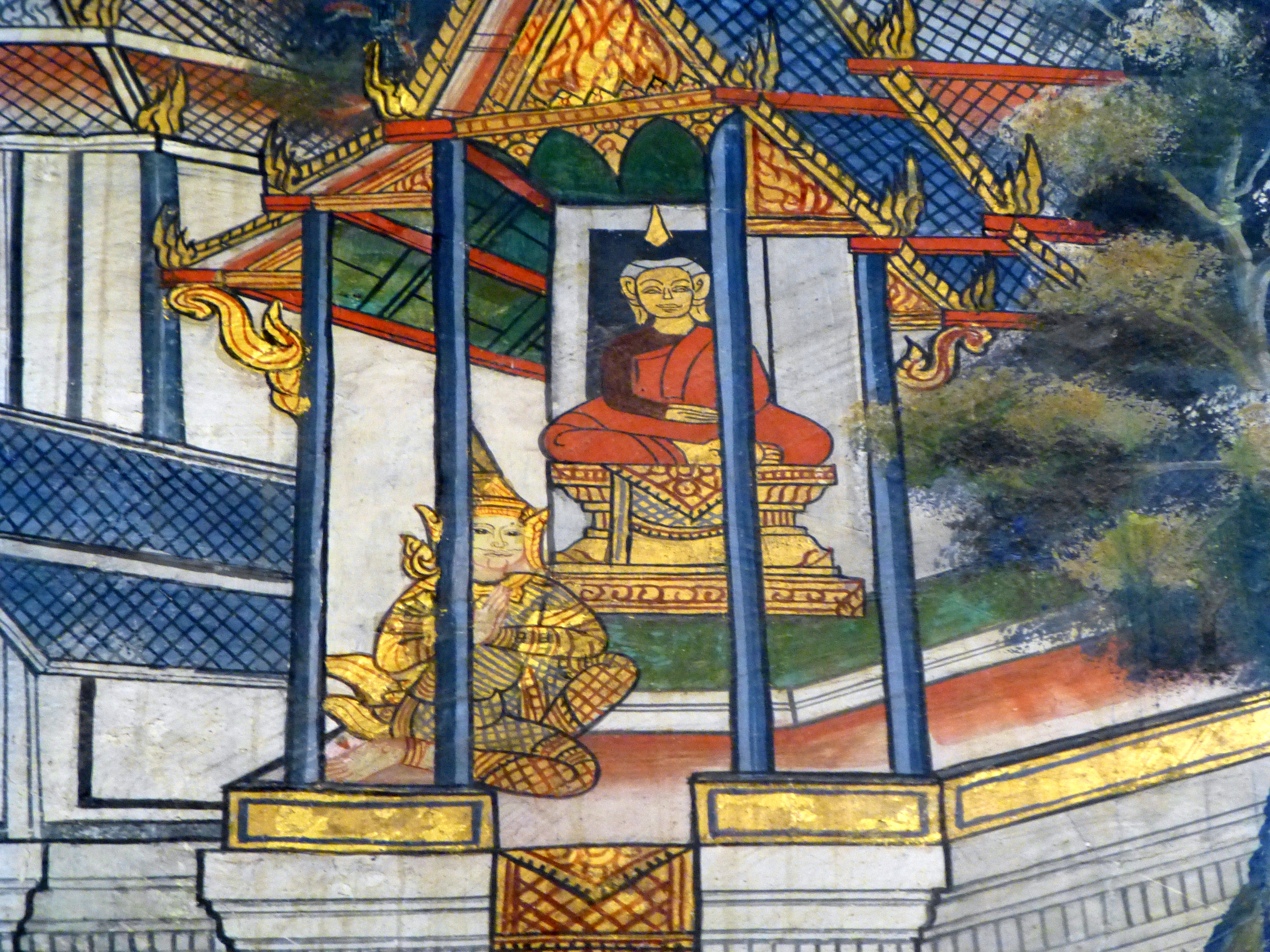
Mahaprajapati Gautami doyenne du sangha féminin (peinture du Wat Kasattrathirat Worawihan à Ayutthaya, en Thaïlande).

En contraste avec l’épisode précédent, d’autres passages décrivent le Bouddha portant un intérêt marqué à la carrière monastique de sa mère adoptive. Ainsi, lorsque certaines nonnes réfutèrent son autorité, considérant qu’elle n’avait jamais été proprement ordonnée, le Bouddha confirma que son acceptation des huit règles à Vaisali valait des vœux officiels (upasampada). Le jour où il refusa, malgré l’intercession d’Ananda, la robe qu’elle avait elle-même tissée à son intention, il expliqua que c’était dans l’intérêt de son avancement spirituel. Il prêcha à cette occasion le Dakkhināvibhanga Sutta qui examine les différentes catégories de dons ainsi que les qualités et mérites comparés des donateurs.
Il lui proposa un sujet de méditation grâce auquel elle devint arahant. Ses cinq cents ouailles le devinrent après avoir entendu deux fois le Nandakovāda Sutta. Lors d’une assemblée du sangha à Jetavana, le Bouddha la déclara première parmi les rattannunam (expérimentés). Il lui demanda même, pour justifier devant ses disciples le bien-fondé de l’admission des femmes dans les ordres, d’accomplir des miracles. Elle s’éleva alors dans les airs. Lorsqu’elle tomba malade, il dérogea aux règles pour venir lui rendre visite.
A l’approche de sa cent-vingtième année, sentant qu’elle allait bientôt s’éteindre, alla faire ses adieux à son fils adoptif et se retira après avoir accompli encore quelques miracles. Nombreux furent les membres du sangha qui vinrent la voir. Parmi eux se trouvaient des disciples importants du Bouddha et membres de sa famille : Shariputra, Moggallana, Nanda, Rahula, Khema, Uppalavanna, Sotapanna et Ananda, dont certains auteurs affirment qu’il se mit à pleurer et qu’elle dut le rappeler à l’ordre. Le Bouddha suivit son cortège funèbre et le roi de Licchavi alluma le bûcher funéraire. Ses restes se seraient transformées en perles qu’Ananda distribua au Bouddha et au roi de Licchavi. Gautama ordonna qu’un stupa soit construit pour les recevoir.

## Vies antérieures
La tradition bouddhiste considère que les destins religieux exceptionnels demandent plusieurs vies de pratique et d’accumulation de perfections (parami), mais aussi l’expression du vœu de devenir bouddha ou arahant, dont la réalisation future est garantie par le Bouddha de l’ère en cours. Ainsi, c’est à l’époque du Bouddha Padumuttara que Prajapati, alors membre du clan Hamsavati, l'ayant entendu vanter les mérites d’une nonne, fit le vœu de suivre son exemple. Le Bouddha Padumuttara lui prédit qu’elle fonderait le sangha féminin.
Une anecdote populaire relate que dans une vie antérieure elle logea avec ses compagnes des pacekkabuddhas pendant la saison des pluies. Elles firent bâtir des huttes à leur intention, les nourrirent et leur offrirent à chacun trois robes. Selon les versions, elle et ses compagnes sont serves, femmes de tisserands ou nobles. Les bouddhas sont cinq ou cinq cents. 
Dans le Cullanandiya Jataka, le futur Bouddha est un singe et elle sa mère guenon. Dans le Culladhammapāla Jakata, son fils le prince est tué sur ordre de son père, qui n’est autre que l’éternel ennemi de Gautama, son cousin Devadatta. À l’époque du bouddha Kassapa, elle est Bhikkhudasika, quatrième fille du roi Kiki de Bénarès, qui s’était astreinte au célibat et fit construire une maison pour les moines.